# Жуково (Просекский сельсовет)
Жуково — упразднённое село в Антроповском районе Костромской области России.

## География
Урочище находится в центральной части Костромской области, в подзоне южной тайги, на правом берегу реки Жуковки, к югу от автодороги 34Н-17, на расстоянии приблизительно 13 километров (по прямой) к западу от посёлка Антропово, административного центра района.

### Климат
Климат характеризуется как умеренно континентальный, с продолжительной холодной многоснежной зимой и коротким сравнительно тёплым летом. Среднегодовая температура воздуха — 2,5 °C. Средняя температура воздуха самого холодного месяца (января) — −12,6 °C (абсолютный минимум — −38 °C); самого тёплого месяца (июля) — 18,2 °C (абсолютный максимум — 36 °С). Годовое количество атмосферных осадков — 500—550 мм, из которых большая часть выпадает в тёплый период.

## История
В «Списке населенных мест Костромской губернии по сведениям 1870-72 годов» населённый пункт упомянут как село Галичского уезда, расположенное при речке Жуковке, в 18 верстах от уездного города. В Жукове насчитывалось 14 дворов и проживал 91 человека (39 мужчин и 52 женщины).
В 1907 году в селе, относившемуся к Свиньинской волости, имелось 25 дворов и проживало 99 человек.
Упразднено не позднее 1981 года.

## Воскресенский храм
В селе действовала каменная трёхпрестольная православная церковь с колокольней во имя Воскресения Христова, построенная в 1825 году. В 1863 году к приходу храма относилось 458 человек, проживавших в семи окрестных селениях. До настоящего времени сохранились лишь развалины первого яруса колокольни.